# Zandasfalt
Onder zandasfalt (eigenlijk: zandasfaltbeton) wordt een soort asfalt verstaan met een hoog percentage zand en een ondermaat aan bitumen (3-5%).
Het zand dat in het zandasfalt wordt aangewend wordt wel wetzand genoemd.
Een dergelijk asfaltbeton heeft een relatief hoge porositeit (30-40% holle ruimte). Het wordt meestal toegepast als funderingslaag voor het eigenlijke asfaltbeton-wegdek en aangebracht op een zandlaag. Op het zandasfaltbeton kunnen dan de zwaardere wegenbouwmachines rijden.
Zandasfaltbeton wordt ook toegepast in de kustverdediging.